# 瓦爾德 (伯恩州)
瓦尔德（德語：Wald，瑞士標準德語發音：[vald] ⓘ）是瑞士伯恩州的一个市镇。该市镇总面积为13.3平方千米，截至2018年12月31日总人口为1,177人。该市镇于2004年1月1日由市镇齊美爾瓦爾德和恩利斯贝格合并而成。